# Radical 43
Le radical 43 (尢), qui signifie un handicap physique, est un des 31 des 214 radicaux chinois répertoriés dans le dictionnaire de Kangxi composés de trois traits.
Le caractère Unicode de 尢 est 5C22.

## Caractères avec le radical 43
| nombre de traits          | caractères     |
| ------------------------- | -------------- |
| Sans trait supplémentaire | 尢 尣          |
| 1 traits supplémentaires  | 尤             |
| 3 traits supplémentaires  | 尥 尦          |
| 4 traits supplémentaires  | 尨 尩 尪 尫 尬 |
| 6 traits supplémentaires  | 尮 尯          |
| 9 traits supplémentaires  | 尰 就          |
| 10 traits supplémentaires | 尲 尳 尴       |
| 12 traits supplémentaires | 尵             |
| 14 traits supplémentaires | 尶 尷          |